# Rebordosa AC
Der Rebordosa Atlético Clube ist ein portugiesischer Fußballverein aus dem nordportugiesischen Rebordosa.

## Geschichte und Hintergrund
Der Rebordosa AC wurde 1966 gegründet und spielte zunächst im regionalen Ligabereich. 1990 stieg der Klub in die nach einer Ligareform viertklassige Terceira Divisão auf, wo er sich bis zum erneuten Abstieg 1997 hielt. 2000 kehrte er in die Viertklassigkeit zurück, wo die Mannschaft zeitweise um den Aufstieg in die Drittklassigkeit spielte. Hatte die Mannschaft im Vorjahr noch die Aufstiegsrunde erreicht, erfolgte im Sommer 2013 der erneute Abstieg in den Regionalbereich.
2022 kehrte der Rebordosa AC in den überregionalen Ligabereich zurück und spielte in der nach einer zwischenzeitlichen Ligareform eingeführten viertklassigen Campeonato de Portugal, wo der Neuling als Tabellendritter mit einem Punkt Rückstand hinter SC Salgueiros und FC Lusitânia nur knapp die Qualifikationsspiele zur Liga 3 verpasste. In der Folge etablierte sich der Klub im mittleren Tabellenbereich.
Der Rebordosa AC trägt seine Heimspiele im Complexo Desportivo Monte de Azevido aus. Das Stadion wurde 2001 eröffnet und bietet insbesondere übere Stehplätze 12.000 Zuschauern Platz.